# Área de Mejores Prácticas Urbanas
El Área de Mejores Prácticas Urbanas (en inglés: Urban Best Practices Areas, UBPA) fue un concepto innovativo de la Expo 2010 que se celebró en Shanghái entre el 1 de mayo y el 31 de octubre de 2010. Se trata de una zona de 15 ha dentro del recinto de la Expo dedicada especialmente para que ciudades ejemplares de todo el mundo mostraran sus proyectos urbanísticos representativos. Estos proyectos están englobados en alguno de los cuatro aspectos siguientes: 
- Ciudades habitables
- Urbanización sostenible
- Protección y uso del patrimonio histórico
- Innovación tecnológica

## Ubicación
El UBPA estuvo ubicada en la zona E de la Expo, al norte del río Huangpu, y consistía en dos partes (una al norte y la otra al sur) unidas por un puente peatonal. La zona norte se dividía a su vez en dos secciones diferentes: los pabellones de las ciudades que levantaron una construcción especial, que es una copia representativa del proyecto original, y los recintos UBPA-1 y UBPA-2, que albergaban los pabellones de otras ciudades; la zona sur albergaba los recintos UBPA-3 y UBPA-4, con el resto de los proyectos.

## Ciudades y proyectos
Participaron 43 ciudades de 20 países de todo el mundo; 13 ciudades contaron con un pabellón propio, las otras 31 con un stand dentro de los cuatro recintos arriba mencionados. En la siguiente tabla se describen las ciudades elegidas que participaron en la exposición del UBPA y los casos o proyectos que presentaron.
| Nr. | Ciudad                            | Proyecto(s) | Ubicación |
| --- | --------------------------------- | --- | --------- |
| 1   | Ahmedabad ( India)                | «Iniciativas urbanas gubernamentativas de Ahmedabad»                                                                                                | UBPA-2    |
| 2   | Alejandría · ( Egipto)            | «Estrategia de desarrollo urbano de Alejandría» | UBPA-3    |
| 3   | Alsacia ( Francia)                | «Casa Waterskin» | Pab. ind. |
| 4   | Barcelona · ( España)             | «Ciutat Vella – El centro histórico de Barcelona» «Pueblo Nuevo - 22@ Barcelona (distrito de innovación)»                                           | UBPA-4    |
| 5   | Basilea-Ginebra-Zúrich · ( Suiza) | «Mejor agua – Mejor vida urbana» | UBPA-4    |
| 6   | Bilbao · ( España)                | «Guggenheim++» | UBPA-4    |
| 7   | Bolonia · ( Italia)               | «Creatividad e inclusión en la ciudad» | UBPA-3    |
| 8   | Bremen · ( Alemania)              | «Del conocimiento a la innovación: Soluciones de movilidad urbana»                                                                                  | UBPA-2    |
| 9   | Cantón ( China)                   | «Desarrollo urbano sostenible – Iniciativa de rectificación medioambiental del agua»                                                                | UBPA-2    |
| 10  | Chengdu ( China)                  | «Parque Acuífero» | Pab. ind. |
| 11  | Düsseldorf · ( Alemania)          | «Negocios y vida – Ciudad habitable y desarrollo sostenible como metas y logros estratégicos de la ciudad capital de Düsseldorf»                    | UBPA-3    |
| 12  | El Cairo · ( Egipto)              | «Modelo integral para la revitalización de ciudades antiguas»                                                                                       | UBPA-3    |
| 13  | Esmirna ( Turquía)                | «Proyecto del Gran Canal» | UBPA-4    |
| 14  | Friburgo · ( Alemania)            | «Quartier Vauban – nuevo barrio residencial de Friburgo»                                                                                            | UBPA-2    |
| 15  | Hamburgo · ( Alemania)            | «Nuevo proyecto de edificación sostenible» | Pab. ind. |
| 16  | Hangzhou ( China)                 | «Prácticas de control de agua» | UBPA-1    |
| 17  | Hong Kong ( China)                | «Smart Card, Smart City, Smart Life» | Pab. 4    |
| 18  | La Meca ( Arabia Saudita)         | «La ciudad de campamento de Mina – Soluciones urbanas en condiciones extremas»                                                                      | Pab. ind. |
| 19  | Liverpool ( Reino Unido)          | «Protección y utilización del patrimonio histórico de Liverpool»                                                                                    | UBPA-1    |
| 20  | Londres ( Reino Unido)            | «Movilidad y conectividad en la ciudad» «BEDZED» (Desarrollo con cero energía fósil en Beddington)                                                  | Pab. ind. |
| 21  | Macao ( China)                    | «Restauración del edificio histórico "Tak Seng On" (Monte de Piedad)»                                                                               | Pab. ind. |
| 22  | Madrid · ( España)                | «Nuevos horizontes para las viviendas de protección oficial:la Casa de Bambú» «Árbol de aire»                                                       | Pab. ind. |
| 23  | Malmö · ( Suecia)                 | «Desarrollo urbano sostenible en una antigua zona industrial: Ecocity Augustenborg» «Puerto occidental con el área de exposiciones Bo01: Tango-Box» | UBPA-4    |
| 24  | Montreal · ( Canadá)              | «Complejo mediambiental de Saint-Michel» | UBPA-2    |
| 25  | Ningbo ( China)                   | «Práctica china de Tengtou hacia una urbanización ecológica»                                                                                        | Pab. ind. |
| 26  | Odense ( Dinamarca)               | «Revitalización del uso de la bicicleta» | Pab. ind. |
| 27  | Osaka ( Japón)                    | «Ciudad medioambiental avanzada – El desafío de la metrópolis de acuífera»                                                                          | UBPA-4    |
| 28  | París-Isla de Francia ( Francia)  | «Un río, un territorio, una forma de vida» «Pared Vegetal»                                                                                          | UBPA-4    |
| 29  | Pekín ( China)                    | «Villa olímpica» | UBPA-4    |
| 30  | Pondicherry ( India)              | «Programa Asia Urbs 2002-2004» | UBPA-1    |
| 31  | Porto Alegre · ( Brasil)          | «Implementación gubernamentativa local de solidaridad: Estrategias para la promoción de la inclusión social»                                        | UBPA-3    |
| 32  | Praga · ( República Checa)        | «Barreras anti-inundación» | UBPA-4    |
| 33  | Ródano-Alpes ( Francia)           | «Bioenergía y desarrollo sostenible en al ambiente urbano»                                                                                          | Pab. ind. |
| 34  | Róterdam · ( Países Bajos)        | «Rotterdam Waterstad» | UBPA-3    |
| 35  | São Paulo · ( Brasil)             | «Proyecto de ciudad limpia» | UBPA-3    |
| 36  | Seúl ( Corea del Sur)             | «Seoul Culturenomics» | UBPA-3    |
| 37  | Shanghái ( China)                 | «Shanghai-EcoHousing» | Pab. ind. |
| 38  | Suzhou ( China)                   | «Protección y renovación de la ciudad vieja» | UBPA-1    |
| 39  | Taipéi ( Taiwán)                  | «Taipéi inhalámbrico, Taipéi infinito» «Reciclaje total, cero vertederos, trabajando hacia la sostenibilidad de la ciudad»                          | UBPA-4    |
| 40  | Tianjin ( China)                  | «Pueblo modelo Huaming - Tianjin» | UBPA-3    |
| 41  | Vancouver · ( Canadá)             | «Legados y la ciudad habitable: De la Exposición Mundial a los Juegos de Invierno»                                                                  | Pab. ind. |
| 42  | Venecia · ( Italia)               | «Protección y utilización del patrimonio histórico de Venecia-Porto Marghera-Arsenale»                                                              | UBPA-1    |
| 43  | Xian ( China)                     | «Palacio Qifengge» | Pab. ind. |

## Casos españoles
España estuvo representada por tres ciudades: Barcelona y Madrid con dos proyectos cada una y Bilbao con un solo proyecto. Otras dos ciudades: Zaragoza (con el proyecto «Ecociudad Valdespartera») y Santiago de Compostela («Una ciudad histórica como modelo para el futuro») fueron también elegidas, pero por problemas internos no pudieron presentar su caso en la Expo.
- Barcelona - presentó dos proyectos realizados exitosamente en la ciudad condal en las últimas décadas: la rehabilitación de la Ciutat Vella, el centro histórico de Barcelona, que ha dotado a esta parte de la ciudad de nuevos espacios públicos, equipamientos de barrio, nuevas viviendas, rehabilitación integral o parcial de edificios, su promoción como centro comercial y de interés lúdico, cultural y turístico, y el fomento de la actividad económica y comercial. El segundo proyecto es conocido como «Poblenou - Distrito 22@ Barcelona», centrado en la regeneración de una vieja zona industrial en el barrio de Pueblo Nuevo. La iniciativa refleja la transformación de las áreas industriales en una zona llamada Distrito 22@, donde se reúnen importantes empresas y firmas que desarrollan la innovación tecnológica, el conocimiento y la creatividad, en línea con un moderno sistema residencial compatible con la nueva actividad productiva.

- Bilbao – el proyecto, con el nombre de «Guggenheim++» en honor al renombrado museo, presentó la formidable transformación urbana de la capital vizcaína debida al museo: de pasar de ser una ciudad industrial gris para convertirse en una atractiva ciudad repleta de nuevos proyectos urbanísticos: el Palacio Euskalduna, el aeropuerto de Loiu, el puente Zubizuri, las torres Isozaki, el nuevo campo del Athletic, entre los ya realizados, y la isla de Zorrozaurre.

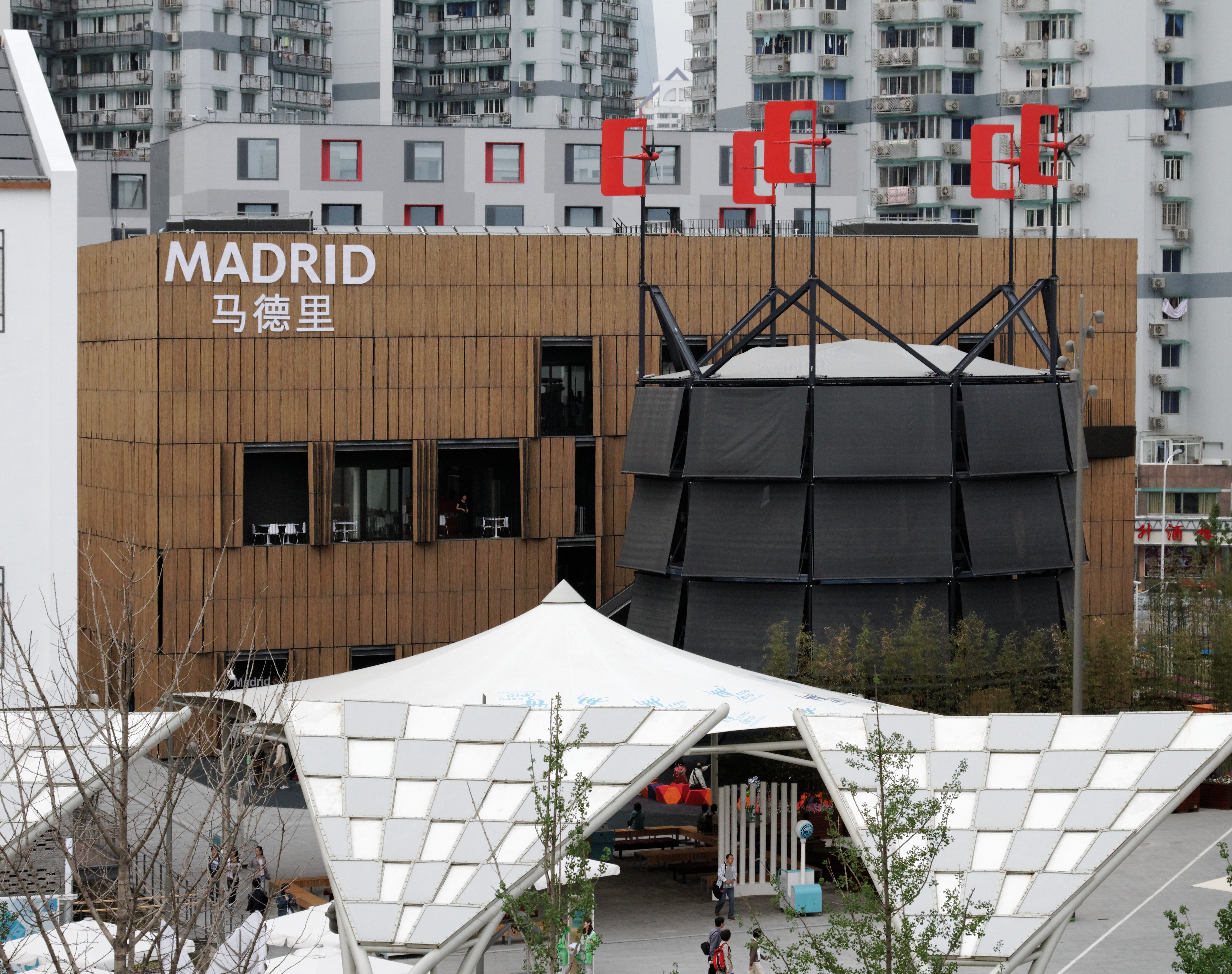
El pabellón de Madrid: la Casa de Bambú y, en primer plano, el Árbol de Aire

- Madrid - tuvo una presencia relevante en el sector UBPA con un pabellón propio de 2.500m². El pabellón constó de dos construcciones diferentes: el edificio Casa de Bambú y una columna de publicidad conocida como «Árbol de Aire». El edificio es una réplica de la Casa de Bambú, un innovador edificio de viviendas de protección oficial construido en 2007 en el barrio madrileño de Carabanchel. Se trata de un cuerpo rectangular cubierto por una piel de bambú que contiene 88 viviendas, obra del estudio de arquitectura Foreign Office Architects (FOA). El Árbol de Aire es una réplica de los pabellones o árboles bioclimáticas situados en el bulevar ecológico de Vallecas diseñado por el estudio de Belinda Tato, Ecosistema Urbano. Se trata de una experiencia innovadora de diseño urbano elaborada con criterios medioambientales y de sostenibilidad, como el empleo de materiales reciclados, la utilización de energías alternativas y la climatización por sistemas pasivos. Después del cierre de la Expo, el pabellón de Madrid  permanecerá en su sitio como donación de la Comunidad de Madrid a la ciudad de Shanghái.